# Autódromo Eduardo Prudêncio Cabrera
El Autódromo Eduardo Prudêncio Cabrera es un circuito de carreras de 3,080 kilómetros (1.914 mi) ubicado en Rivera, Uruguay. Fue inaugurado en septiembre de 1951. Sin embargo, fue abandonado a finales de la década de 1990. En 2012, el trazado fue reconstruido nuevamente y fue reabierto en noviembre de 2013. Actualmente, el circuito alberga al TCR South America, TCR Brasil y campeonatos nacionales. También fue sede de otros campeonatos brasileños de automovilismo, como la Fórmula Truck y la Copa Truck debido a su proximidad a la frontera con Brasil.

## Récords
| Categoría                          | Tiempo                             | Piloto                             | Automóvil                          | Evento                                         |
| Longitud: 3,080 kilómetros (2013-) | Longitud: 3,080 kilómetros (2013-) | Longitud: 3,080 kilómetros (2013-) | Longitud: 3,080 kilómetros (2013-) | Longitud: 3,080 kilómetros (2013-)             |
| ---------------------------------- | ---------------------------------- | ---------------------------------- | ---------------------------------- | ---------------------------------------------- |
| Fórmula Renault 1.6                | 1:16.993                           | Facundo Ferra                      | Signatech FR 1.6                   | Ronda de Rivera de Fórmula 4 Sudamericana 2013 |
| TCR                                | 1:18.855                           | Pepe Oriola                        | Honda Civic Type-R TCR (FK8)       | Ronda de Rivera de TCR South America 2021      |
| Carreras de camiones               | 1:33.968                           | Beto Monteiro                      | Volkswagen                         | Ronda de Rivera de Copa Truck 2019             |